# Consiglio legislativo dello Swaziland
Il Consiglio legislativo dello Swaziland (in inglese Legislative Council of Swaziland) è stato l'organo legislativo del protettorato dello Swaziland dal 1964 al 1967.

## Storia
Prima dell'istituzione del Consiglio legislativo, lo Swaziland non aveva mai avuto un organo legislativo rappresentativo.
Il Consiglio legislativo fu un tentativo da parte degli inglesi di infondere la democrazia parlamentare con i contributi dalla classe politica dello Swaziland. Sobhuza II acconsentì alla formazione del Consiglio sia per gli europei che per gli swazi neri. Il Consiglio legislativo fu istituito nel novembre 1964.
La costituzione del 1963 delineava 28 membri nel Consiglio. Il commissario britannico ne nominò quattro. C'era una disposizione per liste elettorali separate: una per gli europei e l'altra nazionale. Quattro Swazi bianchi furono eletti nella lista europea e altri quattro sarebbero stati eletti nella lista nazionale. Otto membri sarebbero stati scelti attraverso il tradizionale sistema Tinkhundla, che era essenzialmente per nomina. Otto membri del Consiglio sarebbero stati eletti in una lista nazionale.
Le prime e uniche elezioni per il Consiglio legislativo si sono svolte nel giugno 1964 e hanno portato a una schiacciante maggioranza di elementi tradizionali e conservatori, monarchici e sostenitori di Sobhuza II. Di conseguenza, il Consiglio fu sciolto e sostituito da un Parlamento bicamerale nel 1967.

## Presidente del Consiglio legislativo
- Arnauld Germond, 1964 – 1966.[3] Missionario francese nato nel Basutoland, morto in carica nel novembre 1966.[4]